# Albert Westphal
Albert Westphal (* 5. August 1931 in Hamburg; † Oktober 1996 in Bad Segeberg) war ein deutscher Boxer. Er war deutscher Meister bei den Amateuren und bei den Profis.

## Werdegang

### Amateurlaufbahn
Albert Westphal, der in jungen Jahren den Beruf eines Bäckers erlernte, begann 1948 mit dem Boxen. Er gehörte dem BC Heros Hamburg an. Bei einer Größe von 1,71 Metern war er als Erwachsener von untersetzter Statur und hatte bei seinen Kämpfen gegen meist größere Gegner immer die kürzere Reichweite. Er war daher darauf angewiesen in die Halbdistanz zu kommen, um diesen Nachteil auszugleichen. Er boxte als Amateur zunächst im Halbschwergewicht und wurde in dieser Gewichtsklasse 1953 Hamburger Meister und im gleichen Jahr auch deutscher Meister. Im Endkampf besiegte er dabei Rudi Horoba aus Dortmund nach Punkten.
1954 wurde er wieder Hamburger Meister im Halbschwergewicht. Bei der deutschen Meisterschaft dieses Jahres traf er in dieser Gewichtsklasse im Halbfinale auf Erich Schöppner aus Witten, gegen den er nach Punkten verlor.
Im Jahre 1955, seinem letzten Amateurjahr, startete er bei der deutschen Meisterschaft im Schwergewicht. Er verlor bei dieser Meisterschaft im Halbfinale gegen Hermann Schreibauer aus Neckarsulm nach Punkten.

#### Deutsche Meisterschaften bei den Amateuren
| Jahr | Platz | Gewichtsklasse | Ergebnisse                                                          |
| 1953 | 1.    | Halbschwer     | Punktsieg im Finale über Rudi Horoba, Dortmund                      |
| 1954 | 3.    | Halbschwer     | Punktniederlage im Halbfinale gegen Erich Schöppner, Witten         |
| 1955 | 3.    | Schwer         | Punktniederlage im Halbfinale gegen Hermann Schreibauer, Neckarsulm |

#### Länder- und andere Repräsentativkämpfe von Albert Westphal
| Datum      | Ort          | Begegnung                     | Gewichtsklasse | Ergebnis                                    |
| 4.9.1953   | Düsseldorf   | Deutschland gegen Irland      | Halbschwer     | Punktsieg über Paddy Lyons                  |
| 11.10.1953 | Belgrad      | Jugoslawien gegen Deutschland | Halbschwer     | Unentschieden gegen Bosko Nikolic           |
| 13.10.1953 | Osijek       | Jugoslawien gegen Deutschland | Halbschwer     | Unentschieden gegen Boris Banda             |
| 5.12.1953  | Würzburg     | Deutschland gegen Finnland    | Halbschwer     | K.O.-Sieg in der 2. Runde über Perätola     |
| 28.4.1954  | Mailand      | Italien gegen Deutschland     | Halbschwer     | Punktsieg über Rocco Mazzola                |
| 21.6.1954  | Berlin (Ost) | Berlin (Ost) gegen Hamburg    | Halbschwer     | Punktniederlage gegen Ulli Nitzschke        |
| 7.10.1955  | Hamburg      | Hamburg gegen Warschau        | Schwer         | Punktsieg über Bogdan Wegrzyniak            |
| 1.11.1955  | Hamburg      | Deutschland gegen USA         | Schwer         | Unentschieden gegen John Johnson            |
| 21.1.1956  | Kiel         | Deutschland gegen Irland      | Schwer         | Techn. K.O.-Sieg in der 2. Runde über Quinn |
| 7.2.1956   | Moskau       | Sowjetunion gegen Deutschland | Schwer         | Punktniederlage gegen Juschkenas            |

### Profilaufbahn
Albert Westphal wechselte im Frühjahr 1956 zu den Profis. Sein Domizil blieb Hamburg. Als sein Trainer fungierte zu Beginn seiner Laufbahn Gustav Eder. Auch bei den Profis versuchte Albert Westphal immer in den Nahkampf zu kommen und setzte dabei auf überfallartige Angriffe. Aus diesem Grund waren seine Kämpfe immer spektakulär, gleich ob er gewann oder verlor. In seiner Profilaufbahn kämpfte er im Schwergewicht, wobei er mit einem Körpergewicht von ca. 85 kg immer zu den „leichten“ Schwergewichtlern zählte.
Seinen ersten Profikampf bestritt er am 25. Mai 1956 in Hamburg und besiegte dabei Heinz Lemm aus Gevelsberg nach Punkten. Nach einigen Kämpfen in Deutschland, von denen er die meisten gewann, aber auch einige Niederlagen einstecken musste, kam er am 18. Juli 1957 in Barcelona zu einem überraschenden Punktsieg über den spanischen Schwergewichtsmeister José Gonzales. In der Europa-Rangliste kletterte er nach diesem Sieg auf dem fünften Rang. Am 13. Oktober 1957 trat er in Bologna gegen den ehemaligen Europameister Franco Cavicchi (Italien) an und musste gegen diesen in der neunten Runde eine K.-o.-Niederlage hinnehmen.
Am 17. Januar 1958 und am 21. März 1958 besiegte Albert Westphal in zwei Qualifikationskämpfen für die Deutsche Meisterschaft jeweils in Hamburg Hans Friedrich aus Dortmund und Erwin Hack aus Hamburg jeweils nach acht Runden nach Punkten. Am 30. Mai 1958 schlug Albert Westphal in der Hamburger Ernst-Merck-Halle dann den amtierenden deutschen Schwergewichtsmeister Hans Kalbfell aus Hagen in der fünften Runde k. o. und wurde damit zum ersten Male deutscher Meister bei den Profis. Diesen Titel verteidigte er am 26. September 1958 in Hamburg durch einen Techn. K.-o.-Sieg in der sechsten Runde über den früheren Europameister Heinz Neuhaus aus Dortmund und am 21. November 1958 in Hamburg durch einen Technischen K.-o.-Sieg in der sechsten Runde über den ehemaligen Halbschwergewichts-Europameister Gerhard Hecht aus Berlin erfolgreich.
Die nächste Titelverteidigung fand am 11. April 1959 in der Dortmunder Westfalenhalle statt. Albert Westphal wurde dabei von Hans Kalbfell in der zehnten Runde k. o. geschlagen und war damit seinen Deutschen Meistertitel los. Am 16. Juni 1961 holte er sich diesen Titel durch einen Punktsieg nach zwölf Runden über Hans Kalbfell zurück, um ihn am 19. September 1961 durch eine Punktniederlage nach zwölf Runden an Erich Schöppner zu verlieren.
Am 4. Dezember 1961 bestritt Albert Westphal in der Convention Hall in Philadelphia einen Kampf gegen Sonny Liston aus den Vereinigten Staaten. Er verlor diesen Kampf noch in der ersten Runde durch K. o. Sonny Liston wurde ein knappes Jahr später durch einen K.-o.-Sieg in der ersten Runde über Floyd Patterson neuer Weltmeister.
Albert Westphal versuchte am 26. September 1963 in der Hamburger Ernst-Merck-Halle im Kampf gegen den Berliner Gerhard Zech noch einmal deutscher Meister im Schwergewicht zu werden. Er verlor diesen Kampf aber in der elften Runde durch Technischen K. o. Am 15. April 1966 boxte Albert Westphal in Hamburg noch einmal gegen Gerhard Zech um den deutschen Meistertitel, verlor aber auch diesen Kampf durch Technischen K. o. in der zehnten Runde.
Danach beendete er seine Profilaufbahn, wagte aber fünf Jahre später ein Comeback. Dabei besiegte er 1971 noch vier Gegner der sogenannten zweiten Reihe und beendete am 1. Oktober 1971 mit einem Sieg über den Franzosen Henri Ferjules, den er in der achten Runde k. o. schlug, endgültig seine Laufbahn.

### Titelkämpfe von Albert Westphal als Profi
| Datum      | Ort      | um den Titel von | Gewichtsklasse | Ergebnis                                                           |
| 30.5.1958  | Hamburg  | Deutschland      | Schwer         | K.O.-Sieg in der 5. Runde über Hans Kalbfell, Hagen                |
| 26.9.1958  | Hamburg  | Deutschland      | Schwer         | Techn. K.O.-Sieg in der 6. Runde über Heinz Neuhaus, Dortmund      |
| 21.11.1958 | Hamburg  | Deutschland      | Schwer         | Techn. K.O.-Sieg in der 6. Runde über Gerhard Hecht, Berlin        |
| 11.4.1959  | Dortmund | Deutschland      | Schwer         | K.O.-Niederlage in der 10. Runde gegen Hans Kalbfell               |
| 16.6.1961  | Hamburg  | Deutschland      | Schwer         | Punktsieg nach 12 Runden über Hans Kalbfell                        |
| 19.9.1961  | Dortmund | Deutschland      | Schwer         | Punktniederlage nach 12 Runden gegen Erich Schöppner, Witten       |
| 26.9.1963  | Hamburg  | Deutschland      | Schwer         | Techn. K.O.-Niederlage in der 11. Runde gegen Gerhard Zech, Berlin |
| 15.4.1966  | Hamburg  | Deutschland      | Schwer         | Techn. k.o.-Niederlage in der 10. Runde gegen Gerhard Zech         |